# Wedge Tomb von Ardnagreevagh

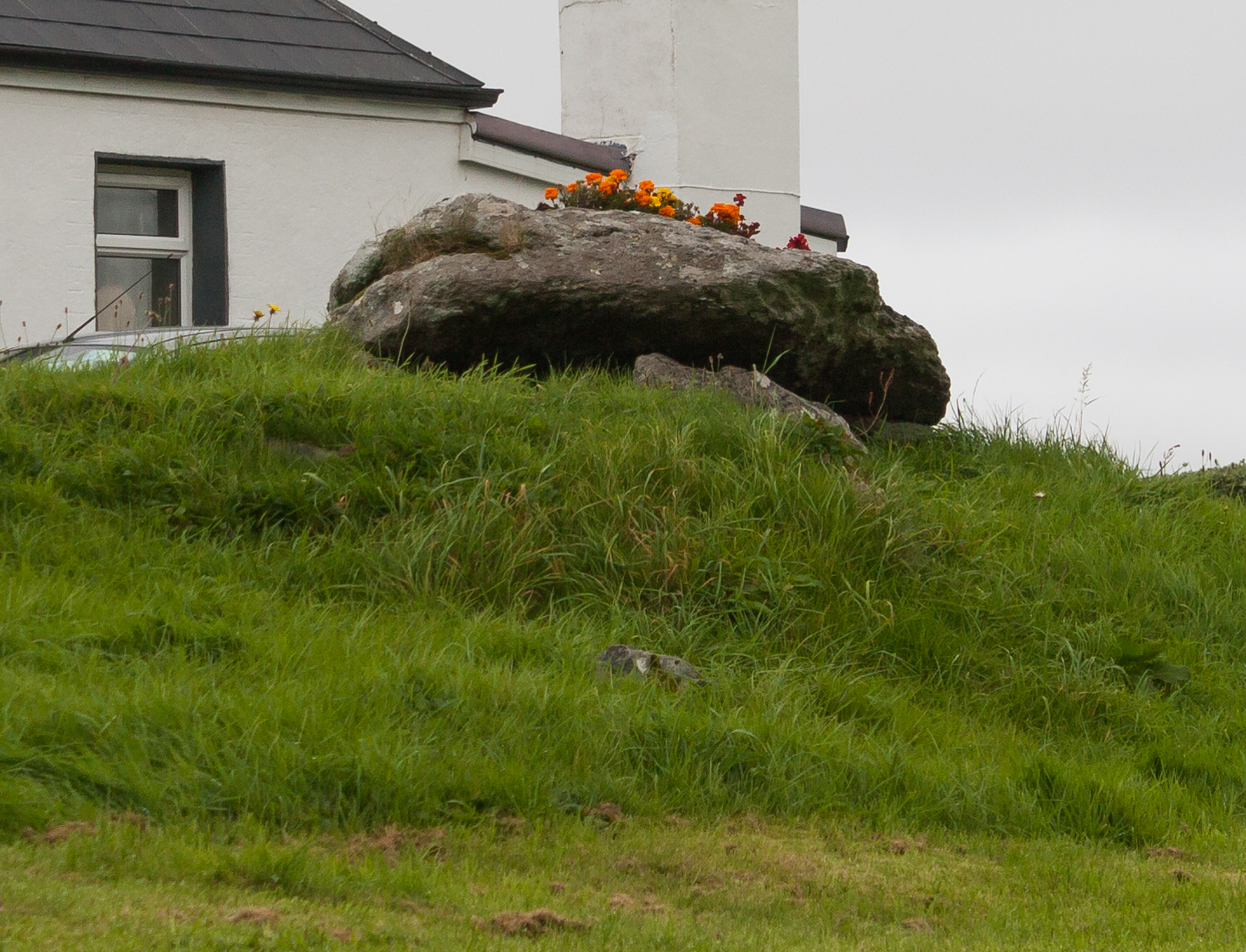
Südwestseite des in einem Erdwall integrierten Wedge Tombs

Das Wedge Tomb von Ardnagreevagh (irisch Ard na gCraobhach, „Höhe der Äste“ – auch Tonadooravaun genannt) ist ein nach dem gleichnamigen Townland benanntes Wedge Tomb. Es liegt in einem privaten Garten auf der Renvyle-Halbinsel (Rinn Mhaoile), im Westen von  Connemara im County Galway in Irland. Wedge Tombs (deutsch „Keilgräber“, früher auch „wedge-shaped gallery grave“ genannt) sind doppelwandige, ganglose, mehrheitlich ungegliederte Megalithanlagen der späten Jungstein- und frühen Bronzezeit.
Das kleine Keilgrab liegt in einem Wall, der Teil einer runden Einhegung ist, die später als die Megalithanlage entstand. Die West-Ost orientierte Kammer ist etwa 2,0 Meter lang und 0,7 m breit und besteht aus zwei Seitensteinen und einem Endstein, die von dem größeren Deckstein bedeckt werden.
Etwa 1,0 km südlich liegt das Portal Tomb von Cloonlooaun. Westlich liegt das Court Tomb von Tonadooravaun.